# 976 Benjamina
976 Benjamina este o planetă minoră (asteroid), cu un diametru de 83,195 km, din centura de asteroizi. A fost descoperită pe 27 martie 1922 la Centrul de Cercetări în Astronomie de Veniamin Jehovski. 
Obiectul prezintă o orbită caracterizată de o semiaxă mare de 3,1908315821002 UAi, o excentricitate de 0,10991694100805, o înclinație de 7,654 ° în raport cu ecliptica.